# Dawid Bajew
Dawid Albiertowicz Bajew (ros. Давид Альбертович Баев; ur. 7 listopada 1997) – rosyjski zapaśnik, osetyjskiego pochodzenia, startujący w stylu wolnym. Złoty medalista mistrzostw świata w 2019. 
Mistrz Europy w 2025. Pierwszy w Pucharze Świata w 2019. Mistrz świata kadetów w 2014, juniorów w 2017; drugi w U-23 w 2018. Mistrz Europy juniorów w 2016 roku.
Mistrz Rosji w 2019, drugi w 2020, trzeci w 2017, 2018, 2022 i 2013 roku.